# استنلی میلگرام
استنلی میلگرام (انگلیسی: Stanley Milgram؛ ۱۵ اوت ۱۹۳۳ – ۲۰ دسامبر ۱۹۸۴) روان‌شناس اجتماعی آمریکایی بود که به دلیل آزمایش‌های بحث‌برانگیز خود در زمینه فرمان‌بری در دهه ۱۹۶۰، زمانی که استاد دانشگاه ییل بود، شهرت یافت.
میلگرام تحت تأثیر وقایع هولوکاست، به‌ویژه محاکمه آدولف آیشمن، این آزمایش را طراحی کرد. او پس از اخذ مدرک دکتری در روان‌شناسی اجتماعی از دانشگاه هاروارد، در دانشگاه‌های ییل، هاروارد و سپس در بیشتر دوران حرفه‌ای خود به‌عنوان استاد در مرکز تحصیلات تکمیلی دانشگاه شهر نیویورک تدریس کرد تا اینکه در سال ۱۹۸۴ درگذشت.
میلگرام به خاطر آزمایش فرمان‌بری خود که در سال ۱۹۶۱ در زیرزمین سالن لینسلی-چیتندن دانشگاه ییل انجام شد، به شهرت رسید. این آزمایش، که سه ماه پس از آغاز محاکمه آدولف آیشمن، جنایتکار جنگی نازی آلمانی، در اورشلیم انجام شد، به‌طور غیرمنتظره‌ای نشان داد که درصد بسیار بالایی از شرکت‌کنندگان، هرچند با اکراه، دستورها را کاملاً اجرا می‌کنند. میلگرام ابتدا یافته‌های خود را در مقاله‌ای در سال ۱۹۶۳ در مجله  Journal of Abnormal and Social Psychology منتشر کرد و سپس در کتاب خود در سال ۱۹۷۴ با عنوان اطاعت از اتوریته: مشاهده‌ای تجربی به‌طور مفصل به بحث دربارهٔ نتایج پرداخت.
آزمایش دیگر او، معروف به آزمایش جهان کوچک، که در زمان حضورش در هاروارد انجام شد، پژوهشگران را به تحلیل میزان اتصال اجتماعی، از جمله مفهوم شش درجه جدایی، سوق داد. در اواخر حرفه‌اش، میلگرام تکنیکی برای ایجاد عامل‌های اجتماعی ترکیبی تعاملی (به نام سیرانوئیدها) ابداع کرد که بعدها برای کاوش در جنبه‌های ادراک اجتماعی و خود-ادراکی استفاده شد.
او به‌عنوان یکی از تأثیرگذارترین چهره‌ها در تاریخ روان‌شناسی اجتماعی شناخته می‌شود. نظرسنجی منتشرشده در سال ۲۰۰۲ در مجله Review of General Psychology، میلگرام را به‌عنوان چهل‌وششمین روان‌شناس پراستناد قرن بیستم رتبه‌بندی کرد.